# Staf Scheirlinckx
Staf Scheirlinckx, né le 12 mars 1979 à Zottegem, est un coureur cycliste belge, professionnel de 2000 à 2013.

## Biographie
Staf Scheirlinckx devient professionnel en 2000 au sein de l'équipe Collstrop. À l'aise sur les parcours pavés, il a terminé 10e de Paris-Roubaix 2006, 16e de Paris-Roubaix 2007, et 8e du Tour des Flandres 2011. Son frère Bert est également cycliste professionnel.
Staf Scheirlinckx arrête sa carrière à la fin de la saison 2013.

## Palmarès
- 1997
  - Tour de Basse-Saxe juniors
  - Keizer der Juniores
  - 3e du championnat de Belgique du contre-la-montre juniors
  - 3e du Giro della Lunigiana
- 1999
  - Seraing-Aix-Seraing
- 2001
  - 1re étape du Tour de la Somme
  - 2e du Tour de la Somme
- 2003
  - 2e du Giro d'Oro
- 2006
  - 10e de Paris-Roubaix
- 2007
  - 3e du Grand Prix d'ouverture La Marseillaise
- 2010
  - 5e du Grand Prix cycliste de Québec
- 2011
  - 8e du Tour des Flandres

## Résultats sur les grands tours

### Tour de France
2 participations
- 2007 : retrait de l'équipe Cofidis au soir de la 16e étape
- 2009 : 123e

### Tour d'Italie
1 participation
- 2006 : abandon (14e étape)

### Tour d'Espagne
3 participations
- 2005 : 84e
- 2006 : 86e
- 2008 : non-partant (1re étape)

## Classements mondiaux
| Année                  | 2006 | 2007 | 2008 | 2009 | 2010 | 2011 | 2012 |
| ---------------------- | ---- | ---- | ---- | ---- | ---- | ---- | ---- |
| Classement ProTour     | 185e |      |      |      |      |      |      |
| Calendrier mondial UCI |      |      |      |      | 111e |      |      |
| UCI Europe Tour        |      |      |      |      |      |      | 777e |